# Gaboni labdarúgó-bajnokság (első osztály)
A Championnat National D1 a gaboni labdarúgó bajnokságok legfelsőbb osztályának elnevezése. 1968-ban alapították és 14 csapat részvételével zajlik. A bajnok a bajnokok Ligájában indulhat.

## A 2011–2012-es bajnokság résztvevői
- AS Mangasport (Moanda)
- AS Pélican (Lambaréné)
- AS Solidarité (Libreville)
- AS Stade Mandji (Port-Gentil)
- Cercle Mbéri Sportif (Libreville)
- FC 105 (Libreville)
- CF Mounana (Libreville)
- Missile FC (Libreville)
- RC Masuku (Owendo)
- Sapins FC (Libreville)
- Sogéa FC (Libreville)
- US Bitam
- US O’Mbilia Nzami (Libreville)
- US Oyem

## Az eddigi bajnokok
| - 1968 : Olympique Sportif (Libreville) - 1969 : Aigle Royal (Libreville) - 1970/71 : Aigle Royal (Libreville) - 1971/72 : AS Solidarité (Libreville) - 1972/73 : Olympique Sportif (Libreville) - 1973/74 : AS Police (Libreville) - 1974/75 : Zalang COC (Libreville) - 1975/76 : Petrosport (Port Gentil) - 1976/77 : Vantour Mangoungou (Libreville) - 1977/78 : Vantour Mangoungou (Libreville) - 1978/79 : ASMO/FC 105 (Libreville) - 1979 : Anges ABC (Libreville) - 1980 : US O’Mbilia Nzami - 1981 : US O’Mbilia Nzami - 1982 : ASMO/FC 105 | - 1983 : ASMO/FC 105 - 1983/84 : AS Sogara (Port Gentil) - 1985 : ASMO/FC 105 - 1986 : ASMO/FC 105 - 1986/87 : ASMO/FC 105 - 1987/88 : US O’Mbilia Nzami - 1988/89 : AS Sogara (Port Gentil) - 1989/90 : JAC (Libreville) - 1990/91 : AS Sogara (Port Gentil) - 1991/92 : AS Sogara (Port Gentil) - 1993 : AS Sogara (Port Gentil) - 1994 : AS Sogara (Port Gentil) - 1995 : AS Mangasport - 1996 : Mbilinga FC (Port Gentil) - 1997 : FC 105 Libreville | - 1998 : FC 105 Libreville - 1999 : FC 105 Libreville - 2000 : AS Mangasport - 2001 : FC 105 Libreville - 2002 : US O’Mbilia Nzami - 2003 : US Bitam - 2004 : AS Mangasport - 2005 : AS Mangasport - 2006 : AS Mangasport - 2006/07 : FC 105 Libreville - 2007/08 : AS Mangasport - 2008/09 : AS Stade Mandji - 2009/10 : US Bitam - 2010/11 : Missile FC - 2011/12 : CF Mounana |  |

## Bajnoki címek eloszlása
| Klub                                     | Város       | Bajnoki címek | Utolsó |
| ---------------------------------------- | ----------- | ------------- | ------ |
| FC 105 Libreville (Includes ASMO/FC 105) | Libreville  | 11            | 2007   |
| AS Sogara                                | Port Gentil | 6             | 1994   |
| AS Mangasport                            | Moanda      | 6             | 2008   |
| US O’Mbilia Nzami                        | Libreville  | 4             | 2002   |
| Aigle Royal                              | Libreville  | 2             | 1970   |
| Olympique Sportif                        | Libreville  | 2             | 1972   |
| Vantour Mangoungou                       | Libreville  | 2             | 1977   |
| US Bitam                                 | Bitam       | 2             | 2010   |
| Anges ABC                                | Libreville  | 1             | 1979   |
| JAC                                      | Libreville  | 1             | 1990   |
| Mbilinga FC                              | Port Gentil | 1             | 1996   |
| Missile FC                               | Libreville  | 1             | 2011   |
| CF Mounana                               | Libreville  | 1             | 2012   |
| Petrosport                               | Port Gentil | 1             | 1975   |
| AS Police                                | Libreville  | 1             | 1973   |
| AS Stade Mandji                          | Port-Gentil | 1             | 2009   |
| AS Solidarité                            | Libreville  | 1             | 1971   |
| Zalang COC                               | Libreville  | 1             | 1974   |

## Külső hivatkozások
- Hivatalos honlap
- Információk Archiválva 2012. augusztus 17-i dátummal a Wayback Machine-ben a FIFA honlapján
- Információk az RSSSF honlapján